# 永宗駅
永宗駅（ヨンジョンえき）は、大韓民国仁川広域市中区雲北洞にある空港鉄道（A'REX）の駅である。駅番号はA072。
隣の青羅国際都市駅までは10.3km離れており、首都圏電鉄で最も駅間距離が長い。

## 駅構造
島式ホーム2面4線の地上駅。待避可能駅。
当駅は空港鉄道開業当初より、後年の駅開業を見越して相対式ホームが準備されていた。しかし、隣の青羅国際都市駅に設置予定だった待避線が当駅に変更となり、駅の位置自体も若干青羅国際都市寄りに移動したため、相対式ホームは使用されないまま撤去され、改めて島式ホームが建設された。
| 1 | 仁川国際空港鉄道 | 仁川国際空港1ターミナル・仁川国際空港2ターミナル 方面 直通列車 通過 |
| 2 | 仁川国際空港鉄道 | 仁川国際空港1ターミナル・仁川国際空港2ターミナル 方面 直通列車 通過 |
| 3 | 仁川国際空港鉄道 | 桂陽・金浦空港・ソウル 方面 直通列車 通過                           |
| 4 | 仁川国際空港鉄道 | 桂陽・金浦空港・ソウル 方面 直通列車 通過                           |

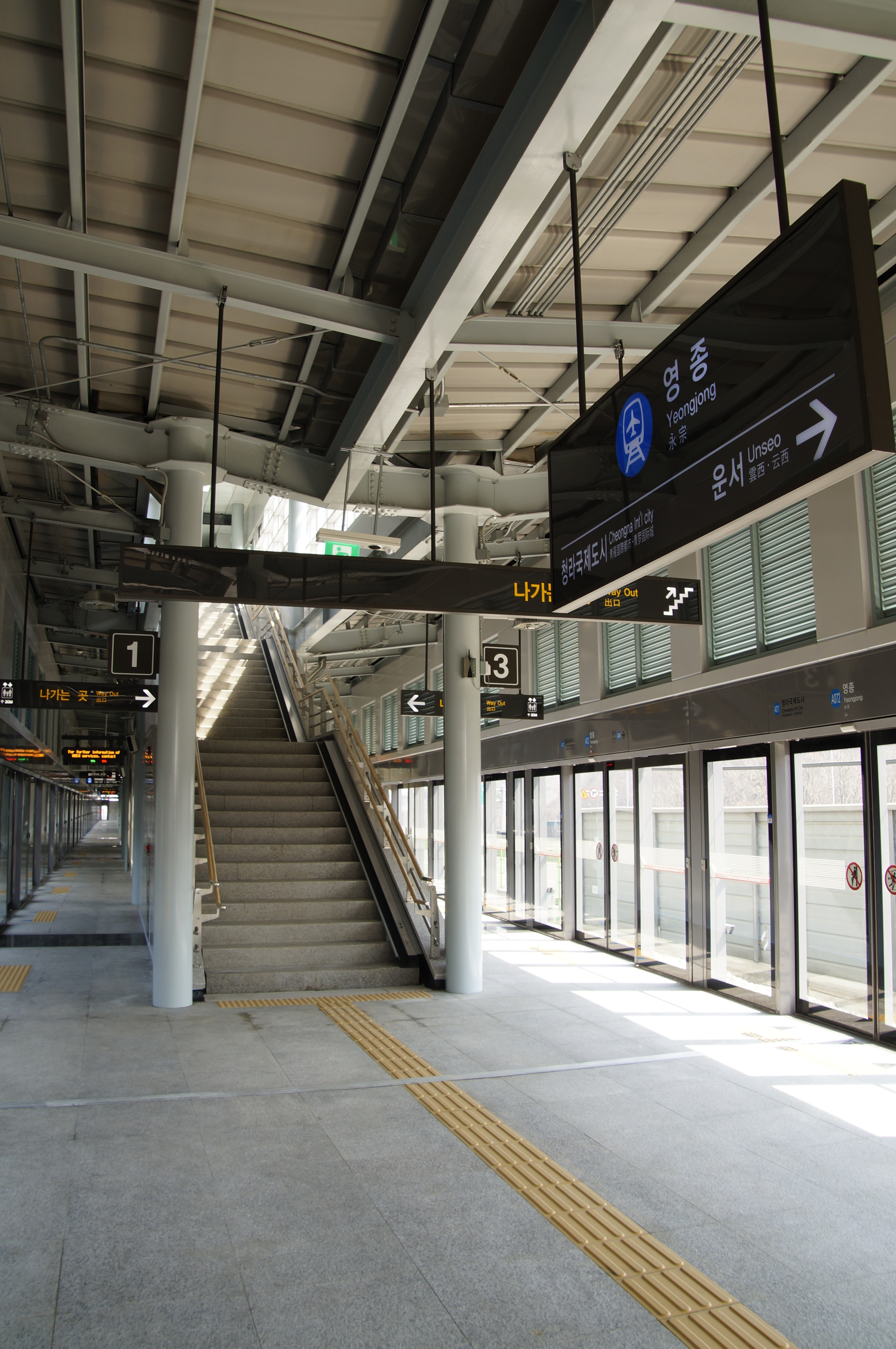
ホーム（2016年）

## 駅周辺
- 仁川永宗初等学校 錦山分校
- 永宗洞

## 歴史
- 2014年5月9日 - 国土交通部告示第2014-240号により法定開業。ただし、旅客営業は開始されず[1]。
- 2016年3月26日 - 開業[2]。

## 隣の駅
空港鉄道
 仁川国際空港鉄道
直通
通過
一般（各駅停車）
青羅国際都市駅 (A071) - 永宗駅 (A072) - 雲西駅 (A08)